# Amastigia lanceolata
Amastigia lanceolata är en mossdjursart som beskrevs av Liu och Hu 1991. Amastigia lanceolata ingår i släktet Amastigia och familjen Candidae. Inga underarter finns listade i Catalogue of Life.